# Antimima corystes
Antimima corystes är en fjärilsart som beskrevs av Turner 1931. Antimima corystes ingår i släktet Antimima och familjen tandspinnare. Inga underarter finns listade i Catalogue of Life.